# Plaza de La Candelaria (Santa Cruz de Tenerife)

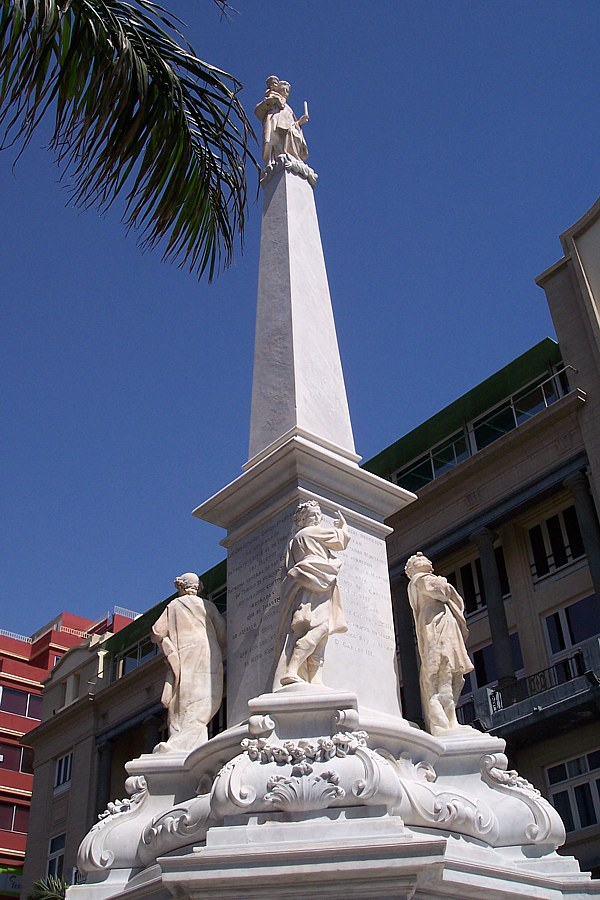
Monumento do Triunfo da Candelária

A Plaza de La Candelaria é uma praça na cidade de Santa Cruz de Tenerife (Ilhas Canárias, Espanha), localizada ao lado da Praça de Espanha. De fato, a Plaza de la Candelaria é a praça mais importante na cidade depois da Praça de Espanha.
A praça é famosa porque nela o monumento do Triunfo da Candelária, também chamado Obelisco de La Candelaria, que é um dos principais monumentos escultóricos na cidade, e é dedicado à Virgem da Candelária, padroeira das Ilhas Canárias.